# CHL Rookie of the Year

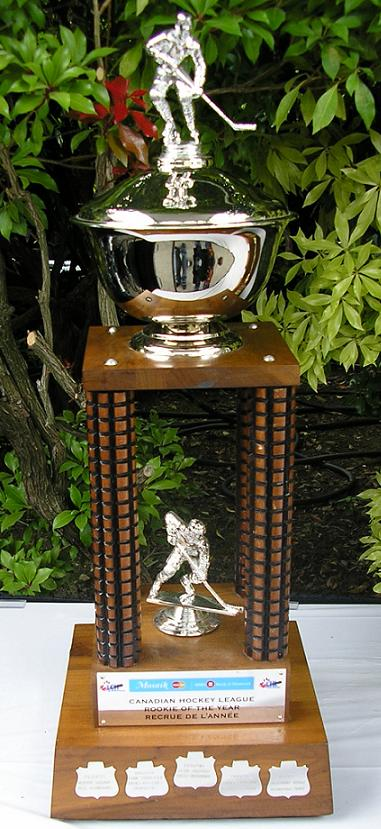
CHL Rookie of the Year Award

Der CHL Rookie of the Year Award (dt. Neuling des Jahres) ist eine Auszeichnung der Canadian Hockey League. Er wird seit Ende der Saison 1987/88 jährlich an den besten Rookie der drei großen kanadischen Juniorenligen vergeben. Zur Wahl stehen jeweils der Gewinner der Jim Piggott Memorial Trophy (bester Rookie der Western Hockey League), des Emms Family Award (bester Rookie der Ontario Hockey League), der Coupe-RDS-Gewinner (bester Rookie der Quebec Major Junior Hockey League) und der Trophée-Raymond-Lagacé-Gewinner (bester defensiver Rookie der Quebec Major Junior Hockey League).

## Gewinner
| Jahr    | Spieler             | Team                        | Liga           |
| ------- | ------------------- | --------------------------- | -------------- |
| 2024/25 | Landon Dupont       | Everett Silvertips          | WHL            |
| 2023/24 | Gavin McKenna       | Medicine Hat Tigers         | WHL            |
| 2022/23 | Maxim Massé         | Chicoutimi Saguenéens       | QMJHL          |
| 2021/22 | Brayden Yager       | Moose Jaw Warriors          | WHL            |
| 2020/21 | nicht vergeben      | nicht vergeben              | nicht vergeben |
| 2019/20 | Shane Wright        | Kingston Frontenacs         | OHL            |
| 2018/19 | Quinton Byfield     | Sudbury Wolves              | OHL            |
| 2017/18 | Alexis Lafrenière   | Rimouski Océanic            | QMJHL          |
| 2016/17 | Nico Hischier       | Halifax Mooseheads          | QMJHL          |
| 2015/16 | Alexander Nylander  | Mississauga Steelheads      | OHL            |
| 2014/15 | Alex DeBrincat      | Erie Otters                 | OHL            |
| 2013/14 | Nikolaj Ehlers      | Halifax Mooseheads          | QMJHL          |
| 2012/13 | Walentin Sykow      | Baie-Comeau Drakkar         | QMJHL          |
| 2011/12 | Michail Grigorenko  | Québec Remparts             | QMJHL          |
| 2010/11 | Nail Jakupow        | Sarnia Sting                | OHL            |
| 2009/10 | Matt Puempel        | Peterborough Petes          | OHL            |
| 2008/09 | Brett Connolly      | Prince George Cougars       | WHL            |
| 2007/08 | Taylor Hall         | Windsor Spitfires           | OHL            |
| 2006/07 | Patrick Kane        | London Knights              | OHL            |
| 2005/06 | John Tavares        | Oshawa Generals             | OHL            |
| 2004/05 | Benoît Pouliot      | Sudbury Wolves              | OHL            |
| 2003/04 | Sidney Crosby       | Rimouski Océanic            | QMJHL          |
| 2002/03 | Matt Ellison        | Red Deer Rebels             | WHL            |
| 2001/02 | Patrick O’Sullivan  | Mississauga IceDogs         | OHL            |
| 2000/01 | Scottie Upshall     | Kamloops Blazers            | WHL            |
| 1999/00 | Dan Blackburn       | Kootenay Ice                | WHL            |
| 1998/99 | Pavel Brendl        | Calgary Hitmen              | WHL            |
| 1997/98 | David Legwand       | Plymouth Whalers            | OHL            |
| 1996/97 | Vincent Lecavalier  | Rimouski Océanic            | QMJHL          |
| 1995/96 | Joe Thornton        | Sault Ste. Marie Greyhounds | OHL            |
| 1994/95 | Bryan Berard        | Detroit Junior Red Wings    | OHL            |
| 1993/94 | Witali Jatschmenjow | North Bay Centennials       | OHL            |
| 1992/93 | Jeff Friesen        | Regina Pats                 | WHL            |
| 1991/92 | Alexandre Daigle    | Victoriaville Tigres        | QMJHL          |
| 1990/91 | Philippe Boucher    | Granby Bisons               | QMJHL          |
| 1989/90 | Petr Nedvěd         | Seattle Thunderbirds        | WHL            |
| 1988/89 | Yanic Perreault     | Trois-Rivières Draveurs     | QMJHL          |
| 1987/88 | Martin Gélinas      | Hull Olympiques             | QMJHL          |